# Mémorial José Martí
Le Mémorial José Martí (en espagnol : Monumento a José Martí) est un monument dédié à José Martí, héros national cubain, situé sur la Plaza de la Revolución, à La Havane.  Il fut construit entre 1953 et 1958, sous la direction de l'architecte Enrique Luis Varela. La tour atteint 109 m de haut.

## Histoire

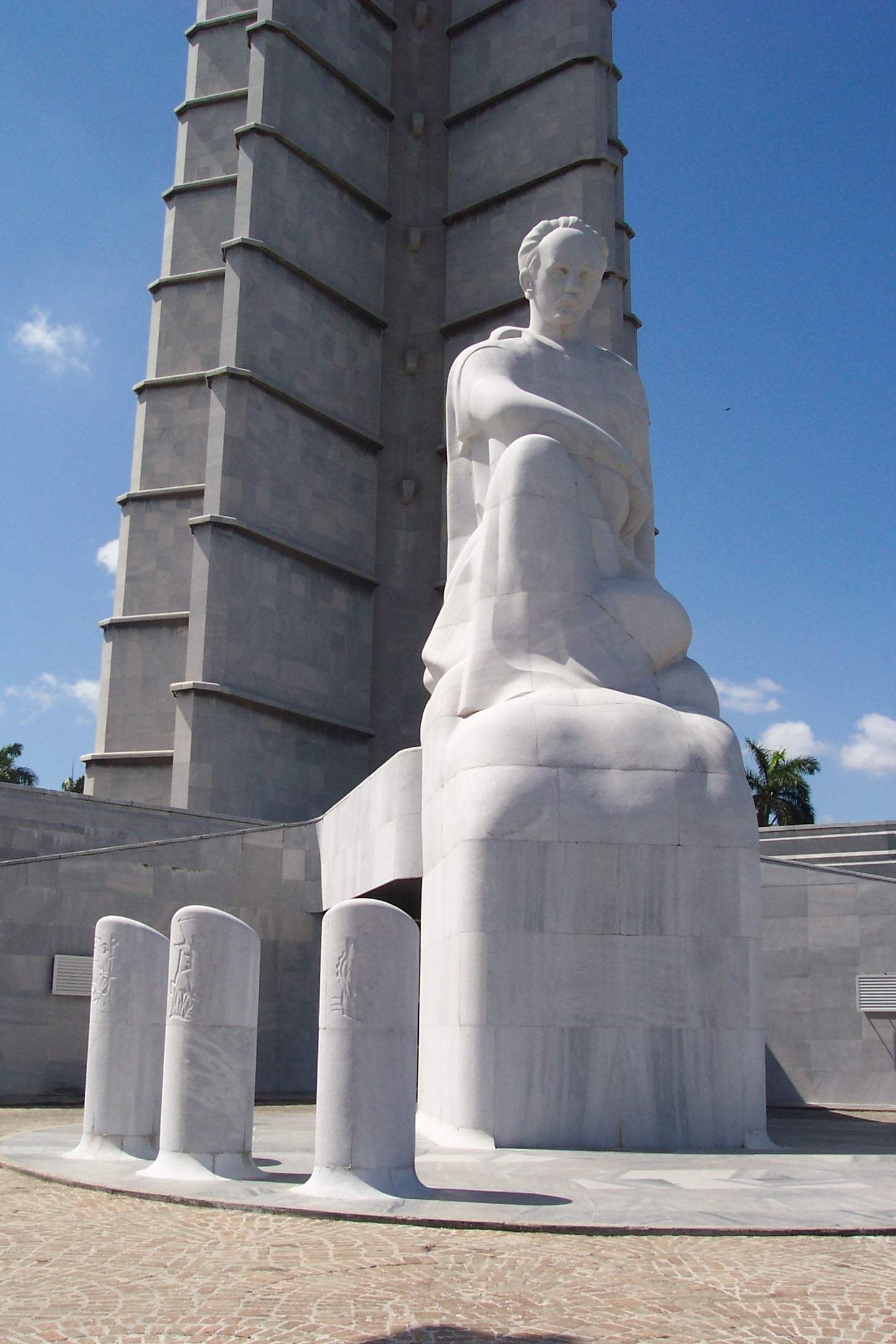
Statue de Martí par Sicre.

La tour, conçue par une équipe d'architectes dirigée par Luis Enrique Varela, présente la forme d'une croix à cinq branches, encastrée dans du marbre gris de l'Île de la Jeunesse. Le projet retenu fut l'aboutissement d'une série de concours qui commença en 1939. Parmi les diverses propositions, il y eut une version de la tour surmontée d'une statue de Martí et un monument semblable au Lincoln Memorial à Washington, avec une statue de Martí assis à l'intérieur. Le quatrième concours, en 1943, sélectionna un projet de l'architecte Aquiles Maza et du sculpteur Juan José Sicre. Mais pour construire le monument, il fallait démolir l'Ermitage de Montserrat, qui occupait le site proposé. Différents obstacles retardèrent l'acquisition de l'Ermitage par l'État et entraînèrent des retards dans la démolition, si bien que les travaux n'avaient pas encore commencé lorsque Fulgencio Batista s'empara du pouvoir par un coup d'État.
Désireux d'obtenir un soutien populaire après sa prise du pouvoir, Batista s'engagea à procéder à la construction du monument, mais plutôt que de réaliser le projet qui avait remporté le concours, il choisit celui qui était arrivé troisième, œuvre d'un groupe d'architectes dirigé par Enrique Luis Varela, ministre des Travaux publics de Batista et son ami personnel. Ce choix provoqua un tollé général, si bien que le projet fut modifié pour supprimer la statue au sommet de la tour et la remplacer par la statue proposée par Juan José Sicre placée au pied de la tour. Les travaux commencèrent en 1953, pour le 100e anniversaire de la naissance de José Martí. L'indemnisation des habitants forcés de laisser la place au chantier provoqua d'autres problèmes ; leur cas fut pris en charge par le jeune Fidel Castro. Le monument fut finalement achevé en 1958, dans les derniers jours de la dictature de Batista.

## Description
Le projet retenu comprend une terrasse d'observation à l'étage supérieur, accessible par un ascenseur. C'est le point culminant de La Havane, qui offre une vue imprenable sur la ville dans toutes les directions. Installé au rez-de-chaussée de la tour qui domine la ville, le monument présente deux salles où sont exposés de la correspondance, des écrits et des objets qui racontent l'histoire de la vie de José Martí. Une troisième salle illustre l'histoire de la Place de la Révolution et une quatrième salle expose des œuvres d'art contemporain. Le centre de la tour abrite l'ascenseur ; ses murs sont décorés par des citations de Martí. Parmi les autres objets exposés, figure une copie de l'épée de Simón Bolívar présentée à Fidel Castro par Hugo Chávez lors de sa visite à Cuba, en 2002.
À l'extérieur, dominant la place et face à la structure murale représentant Che Guevara sur le ministère de l'Intérieur, du côté opposé de la place, se trouve la statue de Martí en marbre blanc, de 18 m de hauteur, sculptée in situ par Sicre, et entourée par six colonnes de marbre deux fois moins hautes. La plate-forme sur laquelle se trouve la statue sert de podium lors des rassemblements qui ont lieu sur la Place de la Révolution.

## Source
- (en) Cet article est partiellement ou en totalité issu de l’article de Wikipédia en anglais intitulé « La plaza de gujsggs » (voir la liste des auteurs).

force à toi greg, on est pas ensemble